# Alois J. Springer
Alois J. Springer (* 9. April 1902 in Buchau; † 22. Februar 1971 in Erlenmoos) war ein deutscher Maler aus Oberschwaben.

## Leben

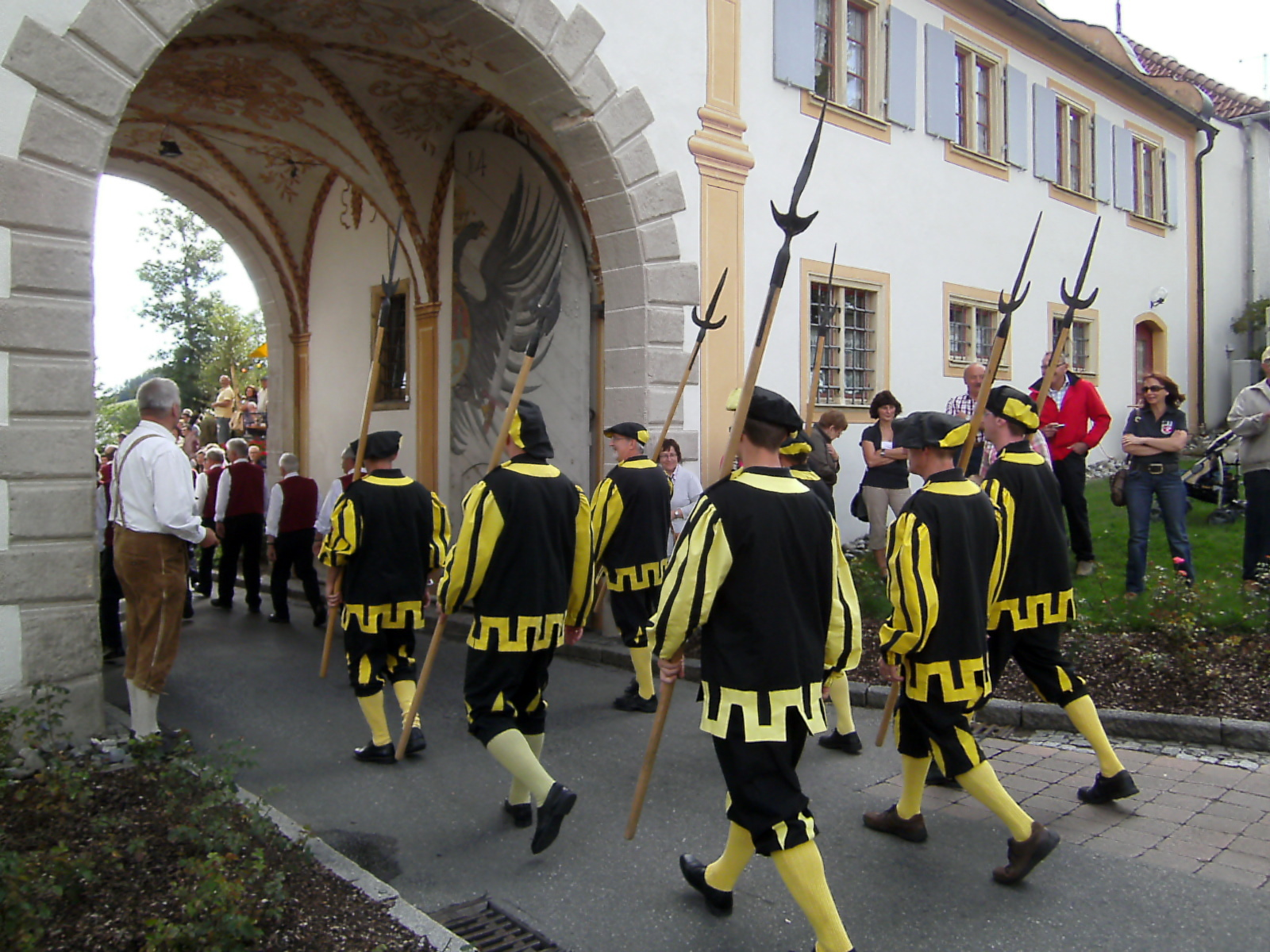
Nordflügel des 1714 errichteten Oberen Tores, ursprünglich Unterkunft des Wachpersonals der Reichsabtei, heute Galerie Alois J. Springer, betrieben von der Gemeinde Rot an der Rot

Geboren und aufgewachsen im oberschwäbischen Bad Buchau, absolvierte er zunächst eine Malerlehre und studierte dann von 1924 bis 1929 an der Ulmer Kunstschule.
Ab 1935 arbeitete er in seinem Brotberuf als Grafiker und betrieb in der Rosenstraße 25 in Ravensburg ein Atelier. Der Teilnehmer des Zweiten Weltkrieges wurde 1946 aus der Kriegsgefangenschaft entlassen und lebte seit dieser Zeit wieder in Ravensburg.
Springer nutzte verschiedene künstlerische Techniken; zu seinen Werken gehören unter anderem Ölgemälde, Aquarelle, Zeichnungen, Holzschnitte, Monotypien, Sgraffitoarbeiten und Glasfenster. Häufig griff er in ihnen religiöse Themen auf oder stellte Szenen aus seiner Heimat dar. Werke mit religiösen Motiven (Frauen unterm Kreuz, 1955) führte er oft in Siebdruck und Schabtechnik aus. Mit seinem Werk Heidelandschaft wurde der Rathaussaal in Buchau dekoriert.
Seine Werke wurden in der Öffentlichkeit überwiegend positiv aufgenommen, jedoch stellten sich im Laufe der Jahre wenige Verkaufserfolge ein. Im Jahre 1964 übersiedelte Springer nach Erlenmoos, dem Geburtsort seiner Frau Maria. Seine anfängliche lyrisch-verträumte, tonige Landschaftsmalerei (Buchauer Moorland, 1950) wandelte sich in der Erlenmooser Zeit zu farbigen, kubischen Motiven (Häuser am Stadtrand von Ochsenhausen, 1969). Eine seiner Weggefährtinnen und Interpretinnen war die Schriftstellerin Maria Müller-Gögler. 1971 starb Springer einige Wochen vor seinem 69. Geburtstag in Erlenmoos.
Kurt Diemer eröffnete die Ausstellung im Fruchtkasten Ochsenhausen 1990 mit den Worten: „Alois Springer hat sich ringend und schaffend zu einem Künstler entwickelt, dessen Handschrift unverkennbar und unverwechselbar ist, zu einem Künstler, der das Wesen der oberschwäbischen Landschaft gültig und  mit dem Herzen erfasst hat. Sein Werk wird so für immer zum künstlerischen Erbe Oberschwabens gehören. Springer ist Oberschwabe durch und durch.“
Seit 2016 befindet sich ein Teil seines Nachlasses im Nordflügel des Oberen Tores Rot an der Rot, der ursprünglich 1714 für das Wachpersonal der Reichsabtei Rot an der Rot errichtet wurde.

## Ausstellungen
- 1954: Altes Theater, Ravensburg
- 1957: Altes Theater, Ravensburg
- 1962: Altes Theater, Ravensburg
- 1972: Kreissparkasse Biberach, Biberach an der Riß
- 1990: Fruchtkasten Reichsabtei Ochsenhausen, Ochsenhausen
- 1990: Pius-Scheel-Haus, Bad Wurzach
- 2002: Fruchtkasten Reichsabtei Ochsenhausen, Ochsenhausen
- 2002: Gedächtnisausstellung zum 100. Geburtstag in der Galerie Artischocke, Bad Schussenried